# S10
Стин ден Холандер (нидерл. Stien den Hollander; род. 8 ноября 2000 года), известная как S10 — нидерландская певица и автор песен. Она начала свою музыкальную карьеру в 2016 году, а в 2017 году подписала контракт с голландским хип-хоп лейблом Noah’s Ark. В 2019 году она выпустила свой дебютный студийный альбом Snowsniper, который впоследствии получил премию Эдисона. Ден Холландер представляла Нидерланды на конкурсе песни «Евровидение-2022», и её песня стала первой песней, исполненной на голландском языке, с 2010 года.

## Ранняя жизнь и образование
Ден Холландер и её брат-близнец родились 8 ноября 2000 года в Аббекерке, Северная Голландия. С момента своего рождения она практически не общалась со своим биологическим отцом. Она выросла в Аббекерке, а затем в Хорне, где посещала среднюю школу. После завершения учебной программы MAVO в 2018 году она училась в Академии Германа Бруда в Утрехте.
В подростковом возрасте Ден Холландер страдала от проблем с психическим здоровьем, в том числе от слуховых галлюцинаций и депрессии. Когда ей было 14 лет, она была помещена в психиатрическую больницу после попытки самоубийства. У неё диагностировано биполярное расстройство.

## Карьера
В 2016 году Ден Холландер самостоятельно выпустила свой первый мини-альбом Antipsychotica, который она записала с помощью наушников Apple и загрузила на онлайн-платформу распространения аудио SoundCloud. Вскоре после выпуска её заметил рэпер Jiggy Djé, и в 2017 году Ден Холландер подписала контракт с его звукозаписывающим лейблом Noah’s Ark. Год спустя она выпустила второй мини-альбом под названием Lithium. В её песнях важной темой является борьба с психическими заболеваниями, причем оба мини-альбома названы в честь видов психиатрических лекарств.
В 2019 году вышел ее дебютный альбом Snowsniper. Название является отсылкой к финскому снайперу Симо Хайхе, которого Ден Холландер объяснила в средствах массовой информации как «о хладнокровии, одиночестве» и о том, что «по сути, солдат стремится к миру, точно так же, как я стремлюсь к миру с самим собой». В феврале 2020 года альбом был удостоен премии Эдисона. В ноябре того же года она выпустила свой второй студийный альбом Vlinders, который достиг 5-го места в голландском топ-100 альбомов.
В 2021 году Ден Холландер стала популярна после выхода сингла «Adem je in» («Вдыхать»), который она написала вместе с Жаклин Говерт. 7 декабря 2021 года было объявлено, что голландская телекомпания AVROTROS выбрала её для представления Нидерландов на конкурсе песни «Евровидение-2022». Также стало известно, что её песня будет на голландском языке, что сделало её первой песней Нидерландов на Евровидении, исполняемой на этом языке с 2010 года.

## Дискография

### Студийные альбомы
| Название   | Подробно | Пиковые чартовые позиции |
| Название   | Подробно | NLD                      |
| ---------- | --- | ------------------------ |
| Snowsniper | - Выпущен: 8 ноября 2019 - Лейбл: Noah’s Ark - Формат: Потоковое мультимедиа, цифровое скачивание музыки      | 61                       |
| Vlinder    | - Выпущен: 13 ноября 2020 - Лейбл: Noah’s Ark - Формат: LP, Потоковое мультимедиа, цифровое скачивание музыки | 5                        |

### Микстейпы и мини-альбомы
| Название       | Подробно                                                                                                   |
| -------------- | --- |
| Antipsychotica | - Выпущен: 27 октября 2017 - Лейбл: Noah’s Ark - Формат: Потоковое мультимедиа, цифровое скачивание музыки |
| Lithium        | - Выпущен: 6 июля 2018 - Лейбл: Noah’s Ark - Формат: Потоковое мультимедиа, цифровое скачивание музыки     |
| Diamonds       | - Выпущен: 14 марта 2019 - Лейбл: Noah’s Ark - Формат: Потоковое мультимедиа, цифровое скачивание музыки   |

### Синглы

#### Как ведущая певица
| Название                                                             | Год  | Пиковые чартовые позиции | Пиковые чартовые позиции | Альбом            |
| Название                                                             | Год  | NLD (40)                 | NLD (100)                | Альбом            |
| -------------------------------------------------------------------- | ---- | ------------------------ | ------------------------ | ----------------- |
| «Dark Room Filled with Flowers» (как Стин)                           | 2016 | —                        | —                        | Без альбома       |
| «Gucci veter»                                                        | 2017 | —                        | —                        | Без альбома       |
| «Storm»                                                              | 2018 | —                        | —                        | Без альбома       |
| «Hoop» (с Jayh)                                                      | 2018 | —                        | —                        | Без альбома       |
| «Ik heb jouw back»                                                   | 2019 | —                        | —                        | Diamonds          |
| «Laat mij niet gaan»                                                 | 2019 | —                        | —                        | Snowsniper        |
| «Alleen»                                                             | 2019 | —                        | —                        | Snowsniper        |
| «Ogen wennen altijd aan het donker»                                  | 2020 | —                        | —                        | Non-album singles |
| «Love = Drugs» (с Аресом)                                            | 2020 | —                        | —                        | Non-album singles |
| «Maria»                                                              | 2020 | —                        | —                        | Vlinders          |
| «Achter ramen» (с Zwangere Guy)                                      | 2020 | —                        | —                        | Vlinders          |
| «Adem je in»                                                         | 2021 | 15                       | —                        | Без альбома       |
| «Adem je in (Ремикс)» (с Frenna & Kevin)                             | 2021 | 15                       | 3                        | Без альбома       |
| «De leven» (с Joep Beving)                                           | 2022 | —                        | —                        | Без альбома       |
| «—» обозначает запись, которая не попала в чарты на этой территории. |      |                          |                          |                   |

#### Как приглашённый артист
| Название                                                             | Год  | Пиковые чартовые позиции | Пиковые чартовые позиции | Альбом                     |
| Название                                                             | Год  | BEL (FL)                 | NLD (100)                | Альбом                     |
| -------------------------------------------------------------------- | ---- | ------------------------ | ------------------------ | -------------------------- |
| «Onderweg» (Bazart и S10)                                            | 2021 | 13                       | —                        | Без альбома                |
| «Schaduw» (KA с S10)                                                 | 2021 | —                        | 19                       | Без альбома                |
| «Zonder gezicht» (Froukje и S10)                                     | 2022 | —                        | 37                       | Uitzinnig (Альбом Froukje) |
| «—» обозначает запись, которая не попала в чарты на этой территории. |      |                          |                          |                            |

#### Появление на альбомных композициях
| Название                                                             | Год  | Пиковые чартовые позиции | Альбом       |
| Название                                                             | Год  | NLD (100)                | Альбом       |
| -------------------------------------------------------------------- | ---- | ------------------------ | ------------ |
| «Codes» (Kraantje Pappie и S10)                                      | 2018 | —                        | Daddy        |
| «Vooruitzicht» (Lijpe с S10)                                         | 2019 | 49                       | Fastlife     |
| «Ontastbaar» (Sticks, Winne & S10)                                   | 2020 | —                        | Stickmatic   |
| «Alles waard» (Winne, S10 & Raw Roets)                               | 2020 | —                        | So So Lobi 2 |
| «—» обозначает запись, которая не попала в чарты на этой территории. |      |                          |              |

#### Выступления на альбомах саундтреков
| Название                | Год  | Альбом          |
| ----------------------- | ---- | --------------- |
| «Bag» (с Кевином & Hef) | 2020 | Mocro Maffia II |

## Награды и номинации
| Награда      | Год  | Номинированная работа | Категория    | Результат | источник |
| ------------ | ---- | --------------------- | ------------ | --------- | -------- |
| Edison Award | 2020 | Snowsniper            | Альтернатива | Победа    | [ 23 ]   |
| Edison Award | 2021 | Vlinders              | Альтернатива | Номинация | [ 24 ]   |